# 貝爾特希夫
49°32′8″N 24°19′30″E / 49.53556°N 24.32500°E
貝爾特希夫夫（烏克蘭語：Бертишів）是烏克蘭西部的村莊，隸屬利維夫州的斯特雷區。該村面積0.98平方公里，海拔高度308米，2001年人口214，人口密度每平方公里217.7人。